# سوزاندن (فیلم ۲۰۱۸)
سوزاندن (به انگلیسی: Burning) نام یک فیلم معمایی کره‌ای به کارگردانی لی چانگ-دونگ محصول سال ۲۰۱۸ است. این فیلم بر اساس داستان «سوزاندن انبار» هاروکی موراکامی است. این فیلم برای رقابت در کسب نخل طلا هفتاد و یکمین جشنواره فیلم کن انتخاب شد. این فیلم همچنین به‌ عنوان نماینده کره جنوبی در بخش بهترین فیلم خارجی‌زبان نود و یکمین دوره جوایز اسکار انتخاب شد. 

## داستان
لی جونگ-سو رمان‌نویس جوانیست که برای امرار معاش گاه گداری کارگری می‌کند. روزی، در حین کار، به‌طور تصادفی به شین هی-می برمی‌خورد، همسایه و همکلاس دوران کودکیش. جونگ سو، اول او را به جا نمی‌آورد، شین هی-می می‌گوید دلیلش این است که جراحی زیبایی کرده‌است. جونگ-سو بالاخره او را به یادمی‌آورد و ساعت صورتی رنگی را که در قرعه‌کشی تبلیغاتی برنده شده به او می‌دهد. هی-می به او می‌گوید خیال دارد به زودی به آفریقا سفر کند، آیا جونگ- سو حاضر است در این مدت به گربه‌اش «بویلر» غذا بدهد؟ جونگ-سو می‌پذیرد. پیش از عزیمت هی-می، پدر جونگ-سو درگیر دعوایی می‌شود و به زندان می‌افتد. پدر جونگ-سو دامدار است و یک نفر باید به مزرعه و گاو رسیدگی کند. جونگ-سو به خانه پدری نقل مکان می‌کند. سری هم به آپارتمان هی-می می‌زند تا هی-می روش غذا دادن به گربه را یادش بدهد. با هم عشق‌بازی می‌کنند.
بعد از رفتن هی-می، جونگ-سو مرتب به گربه غذا می‌دهد، هرگز گربه را نمی‌بیند اما مطمئن است گربه‌ای در کار است چون ظرف خاک گربه کثیف می‌شود. او هر بار در خانه هی-می خودارضایی می‌کند. بالاخره هی-می تلفن می‌زند و می‌گوید روز بعد برمی‌گردد. از جونگ-سو می‌خواهد او را از فرودگاه به خانه برساند. جونگ-سو به فرودگاه می‌رود اما هی-می تنها نیست. او در سفر با پسری کره‌ای آشنا شده‌است. سه نفر برای شام به یک رستوران می‌روند. هی-می از آفتاب‌غروب شگفت‌انگیزی می‌گوید که در سفر دیده‌است. این خاطره چنان احساسات او را برمی‌انگیزد که زیر گریه می‌زند و می‌گوید در آن لحظه دلش می‌خواسته ناپدید شود.
بن، دوست هی-می، پسری‌ست بسیار پولدار و بااعتماد به‌نفس، اما معلوم نیست منبع درآمدش از کجاست. جونگ-سو درگیر گذران زندگی و انجام کارهای خانه و مزرعه می‌شود و در دل به رابطه بن و هی-می حسادت می‌کند. روزی هی-می و بن به مزرعه جونگ-سو می‌آیند. هی-می خاطره‌ای تعریف می‌کند از بچگی‌اش. او می‌گوید در حال بازی بوده و در چاهی در نزدیکی خانه‌اش افتاده و جونگ-سو نجاتش داده. اما جونگ-سو این خاطره را به یاد نمی‌آورد. سه نفری علف می‌کشند، هی-می بلوزش را درمی‌آورد و می‌رقصد، کمی بعد هم خوابش می‌برد. بن به جونگ-سو اعتراف می‌کند که سرگرمی عجیب و غریبی دارد. او می‌گوید هر دو ماه یکبار، یک گلخانه متروک را آتش می‌زند. در راه که به آنجا می‌آمدند متوجه شده، دور و بر خانه جونگ-سو پر از گلخانه است و به زودی یکی‌شان را آتش خواهد زد. جونگ-سو به بن می‌گوید هی-می را دوست دارد. هی-می بیدار می‌شود. جونگ-سو بابت لخت شدنش جلوی مردها او را سرزنش می‌کند و هی-می بی هیچ حرفی سوار ماشین بن می‌شود.
طی روزهای بعد، جونگ-سو به تک‌تک گلخانه‌های اطراف خانه‌اش سرکشی می‌کند، اما اتفاقی نمی‌افتد. چند بار به هی-می زنگ می‌زند اما او جواب تلفنش را نمی‌دهد. یک روز، هی-می به او زنگ می‌زند اما صداهای عجیب و غریبی می‌شنود و تلفن قطع می‌شود. جونگ-سو نگران می‌شودو به خانه هی-می می‌رود. کسی در را باز نمی‌کند. صاحبخانه را راضی می‌کند در را باز کند تا به گربه غذا بدهد. خانه هی-می به شکلی غیرعادی تمیز و مرتب است، اثری هم از گربه و ظرف خاکش نیست. جونگ-سو، بن را تعقیب می‌کند، می‌بیند پورشه بن مقابل یک رستوران پارک شده. جونگ-سو با او روبرو می‌شود. دختر جوانی سر می‌رسد. جونگ-سو سراغ هی-می را می‌گیرد. بن می‌گوید خبری از او ندارد، بعید هم می‌داند به سفر رفته باشد چون آن طور که او خبر دارد هی-می آه در بساط نداشته. بن تمام مدت با ضمیر ماضی از او یاد می‌کند. بعد به جونگ-سو می‌گوید که هی-می تنها به او (جونگ-سو) اعتماد داشته و باعث شده بن برای اولین بار در عمرش احساس حسادت کند.
جونگ-سو همچنان نمی‌تواند دست از تعقیب بن بردارد. روز بعد، او را مقابل آپارتمانش می‌بیند و به خانه‌اش دعوت می‌کند. جونگ-سو می‌بیند بن گربه‌ای به خانه آورده. بن می‌گوید گربه را در خیابان پیدا کرده اما جونگ-سو به او مشکوک است. در دستشویی، کشویی را باز می‌کند که پر از زیورآلات زنانه است، از جمله ساعت صورتی‌رنگی شبیه آن که خودش به هی-می‌داده بود. گربه فرار می‌کند. جونگ-سو پیدایش می‌کند و می‌بیند به اسم «بویل» واکنش نشان می‌دهد. اسم گربه هی-می هم بویل بود.
جونگ-سو بن را دعوت می‌کند که به جایی بیرون شهر بیاید. می‌گوید هی-می هم همراه اوست. بن می‌رسد و می‌بیند هی-می آنجا نیست. جونگ-سو به او حمله می‌کند و با ضربات چاقو بن را به قتل می‌رساند. بن را توی پورشه‌اش می‌گذارد و جسد و ماشین و لباس‌های خودش را آتش می‌زند. جونگ-سو، لخت و عور، سوار ماشینش می‌شود و در حالی که در آینه به منظره سوختن ماشین نگاه می‌کند دور می‌شود.

## اکران
این فیلم اولین فیلم لی چانگ-دونگ بعد از هشت سال است. فیلم «سوزاندن» نظر مثبت بسیاری از منتقدین را به خود جلب کرد و توانست در بخش رقابتی جشنواره کن سال ۲۰۱۸ حضور یابد.
در کشور کره جنوبی این فیلم از تاریخ ۱۷ می ۲۰۱۸ به اکران درآمده است.

## بازیگران
- یو آه-این در نقش جونگ-سو
- استیون ین در نقش بن
- جون جونگ-سئو در نقش هائه-می

## جوایز
| سال  | جشنواره         | بخش         | نامزدی       | نتیجه    | جایزه   |
| ---- | --------------- | ----------- | ------------ | -------- | ------- |
| ۲۰۱۸ | جشنواره فیلم کن | بهترین فیلم | لی چانگ دونگ | نامزدشده | نخل طلا |